# 卡萨莱奥内
卡萨莱奥内（義大利語：Casaleone），是意大利威尼托大区维罗纳省的一个市镇。总面积38.28平方公里，人口6040人，人口密度157.8人/平方公里（2009年）。国家统计（ISTAT）代码为023019。